# Xilani
Gli xilani sono dei polisaccaridi appartenenti alla categoria delle emicellulose, caratterizzati dalla presenza di xilosio quale unità monomerica di base.
Gli xilani sono da ritenersi fra le sostanze di origine naturale più diffuse in natura in quanto entrano a far parte della parete cellulare vegetale e rientrano pertanto nella composizione di materiali legnosi, semilegnosi, di paglie, gusci, ecc.

## Struttura

Possibile struttura di uno xilano

La catena principale degli xilani è costituita da D-β-xilopiranosio le cui unità sono legate fra loro con legame 1→4; irregolarmente e con frequenza variabile a seconda della specie vegetale e/o della parte della pianta interessata, su questa catena possono innestarsi ramificazioni, costituite ancora da xilosio, oppure da (in ordine di frequenza decrescente): arabinosio (in forma L-arabinofuranosidica), acido 4-O-metil-glucuronico, mannosio, galattosio, ramnosio.
L'abbondanza delle ramificazioni costituite da arbinosio, nel più dei casi singole unità legate in posizione 2 e/o 3 sullo xilosio, giustifica l'identificazione di una sottoclasse di emicellulose anch'essa molto frequente in natura, gli arbino-xilani.
Gli xilani mostrano una solubilità in acqua ridottissima o nulla, che può tuttavia aumentare con la riduzione del grado di polimerizzazione della molecola.
In natura gli xilani risultano per lo più interconnessi con le molecole di lignina, tramite legami chimici di tipo etere o estere.  In particolare il legame più frequente si realizza fra un gruppo fenolico della lignina ed un'unità di ramificazione secondaria di arabinosio o di acido 4-O-metil-glucuronico dell'emicellulosa. I legami con la lignina costituiscono un notevole fattore di complicazione qualora si desiderasse dal punto di vista tecnologico operare l'estrazione di xilani puri, in quanto è frequente che, nel tentativo di separare le due molecole, frammenti di lignina costruiti da uno o più strutture aromatiche, restino legate allo xilano, impartendone una colorazione beige-bruna e modificandone inevitabilmente alcune proprietà chimico-fisiche.

## Alimentazione
Dal punto di vista alimentare gli xilani sono classificati come fibra, non essendo di per sé stessi idrolizzabili per mezzo del corredo enzimatico umano, e di conseguenza non risultano digeribili. A livello dell'intestino crasso tuttavia gli xilani, specie quelli a corta catena, solubili, possono essere idrolizzati ed utilizzati come fonte energetica da parte della microflora batterica, ed in particolar modo da parte di quella cosiddetta "utile", come i Bifidobacterium. In virtù di questa caratteristica, gli xilani e gli arabinoxilani a corta catena, detti xilooligosaccaridi (XOS) ed arbinoxilooligosaccaridi (AXOS) posso vantare caratteristiche prebiotiche.